# 埃爾博 (伊利諾伊州)
埃爾博（英語：Elbow）是位於美國伊利諾伊州里奇蘭縣的一個非建制地區。該地的面積和人口皆未知。

## 地理
埃爾博的座標為38°38′32″N 88°07′18″W / 38.64222°N 88.12167°W，而該地的平均海拔高度為134米（即440英尺）。